# Agustín Fernández de Velasco y Bracamonte
Agustín Fernández de Velasco y Bracamonte (Madrid, 1 de noviembre de 1669-Madrid, 24 de agosto de 1741), X duque de Frías, III marqués del Fresno, VI conde de Peñaranda y XIV conde de Haro fue un aristócrata español que sirvió en la Real Casa. 

## Vida
Hijo de Pedro Fernández de Velasco y Tovar, II marqués del Fresno y de Antonia de Bracamonte y Luna, V condesa de Peñaranda de Bracamonte. 
Su padre, nieto del V duque de Frías, había sido Embajador en Inglaterra y Francia, miembro del Consejo de Castilla y partidario decidido en la Corte de Carlos II del partido francés. Por ello consiguió que, con 31 años, fuera su hijo nombrado gentilhombre de la Real Cámara del rey. En este cargo le confirmó Felipe V al ocupar el trono en 1701, otorgándole además la grandeza de España dos años después.
En 1727, heredó, al fallecer sin descendencia su primo lejano el pro austriaco Bernardino Fernández de Velasco, el ducado de Frías, hecho que fortaleció considerablemente su posición en la Corte. El 8 de enero de 1728 era nombrado sumiller de corps.

## Matrimonio y descendencia
Casó con Manuela Pimentel Zúñiga (m. 1742), hija de Francisco Pimentel Quiñones y de la Cueva, IX conde-duque de Benavente, y de Manuela de Zúñiga Sarmiento, II duquesa de Arión. De este matrimonio nacieron cuatro hijos:
- Bernardino Fernández de Velasco y Pimentel (Madrid, 27 de mayo de 1707-27 de diciembre de 1771),[2] XI duque de Frías, XV conde de Haro,[1] X conde de Salazar de Velasco, VII conde de Peñaranda de Bracamonte, IV vizconde de Sauquillo, XV conde de Alba de Liste, IV marqués de Cilleruelo y XVII conde de Luna[1] que casó con María Josefa Pacheco Téllez-Girón y Toledo-Portugal[1] (1707-1786).
- Martín Fernández de Velasco y Pimentel (1729-1776), XII duque de Frías, XVI conde de Haro, V marqués del Fresno, XVI conde de Alba de Liste, IV duque de Arión, XI conde de Salazar de Velasco y V marqués de Cilleruelo.[3], que casó con Isabel María Spínola Velasco de la Cueva,[3] XVI condesa de Siruela,[4] VI duquesa de San Pedro de Galatino,[5] VII condesa de Valverde, VII marquesa de Santacara y princesa de Molfetta.[6]
- María de la Concepción Fernández de Velasco y Pimentel, que casó con Francisco Javier Osorio y Guzmán (1709-1747), XIII marqués de Alcañices[1] y VIII marqués de Montaos.
- Ramón Fernández de Velasco y Pimentel (1710-8 de noviembre de 1746), IV marqués del Fresno, que casó, siendo su primer esposo, con Joaquina de Benavides y la Cueva[1] (1720-1793).